# ارغوان (شعر)
«ارغوان» از مشهورترین اشعار هوشنگ ابتهاج است. این شعر با عبارت «ارغوان! شاخهٔ همخونِ جداماندهٔ من آسمان تو چه رنگ است امروز ؟» آغاز می‌شود و شامل ۱۰ بند است.

عنوان شعر برگرفته از درختی در خانهٔ ابتهاج است.

## متن شعر
ارغوان شاخه همخون جدا مانده من
آسمان تو چه رنگ است امروز؟
آفتابی‌ست هوا؟
یا گرفته است هنوز؟
من در این گوشه که از دنیا بیرون است
آسمانی به سرم نیست
از بهاران خبرم نیست
آنچه می‌بینم دیوار است
آه این سخت سیاه
آنچنان نزدیک است
که چو بر می‌کشم از سینه نفس
نفسم را بر می‌گرداند
ره چنان بسته که پرواز نگه
در همین یک قدمی می‌ماند
کورسویی ز چراغی رنجور
قصه‌پرداز شب ظلمانیست
نفسم می‌گیرد
که هوا هم اینجا زندانی‌ست
هر چه با من اینجاست
رنگ رخ باخته است
آفتابی هرگز
گوشه چشمی هم
بر فراموشی این دخمه نینداخته است
اندر این گوشه خاموش فراموش شده
کز دم سردش هر شمعی خاموش شده
یاد رنگینی در خاطر من
گریه می‌انگیزد
ارغوانم آنجاست
ارغوانم تنهاست
ارغوانم دارد می‌گرید
چون دل من که چنین خون ‌آلود
هر دم از دیده فرو می‌ریزد
ارغوان
این چه رازیست که هر بار بهار
با عزای دل ما می‌آید؟
که زمین هر سال از خون پرستوها رنگین است
وین چنین بر جگر سوختگان
داغ بر داغ می‌افزاید؟
ارغوان پنجه خونین زمین
دامن صبح بگیر
وز سواران خرامنده خورشید بپرس
کی بر این دره‌ی غم می‌گذرند؟
ارغوان خوشه خون
بامدادان که کبوترها
بر لب پنجره‌ی باز سحر غلغله می‌آغازند
جان گل رنگ مرا
بر سر دست بگیر
به تماشاگه پرواز ببر
آه بشتاب که هم پروازان
نگران غم هم پروازند
ارغوان بیرق گلگون بهار
تو برافراشته باش
شعر خونبار منی
یاد رنگین رفیقانم را
بر زبان داشته باش
تو بخوان نغمه ناخوانده‌ی من
ارغوان شاخه همخون جدا مانده من